# Kokiri
Kokiri är en småväxt art i The Legend of Zelda-spelen. De lever i Kokiri Forest i östra delen av Hyrule. De har ofta rödblont hår och de har alvöron. De klär sig i gröna kläder, ofta i tunika. De har blivit förbjudna att lämna skogen av The Great Deku Tree (det stora dekuträdet) som de dyrkar. Varje Kokiri har en egen fairy (älva eller fe) som följer dem vart de än går.

## Några Kokiris
- Saria
- Mido
- Fado